# Glacier Nemzeti Park
Az egyesült államokbeli Glacier Nemzeti Park Montana államban fekszik, a kanadai Alberta és Brit Columbia határán. Az indiánok a Világ gerincének nevezték. Területén, amely 4100 km², két hegylánc, számtalan tó, 1000-nél is több növényfaj és állatfajok százai találhatók. A központi részét nem véletlenül nevezik a "kontinens ökoszisztémája koronájának".
1910-ben alapították, magán- és közterületekből áll. A jégkorszakban, körülbelül 10 000 évvel ezelőtt jelentek meg itt az őslakosok. A fehérek megérkezésekor a területen több törzs, közöttük a sosonok és a feketeláb-indiánok osztoztak, akik hagyományosan bölényvadászatból éltek. Ma a nemzeti parkkal határos két rezervátumban laknak.
A park megalapítása után elkezdték a látogatók részére kialakítani az utakat, amelyek között a leghosszabb és legismertebb a nyugat-keleti irányú, 85 km hosszú "Nap felé vezető út" . Tucatnyi nagyobb és 700 kisebb tava közül mindössze 131 kapott nevet. A négy legnagyobb a McDonald-tó, a St. Mary-tó, a Bowman-tó és a Kintla-tó. Létrejöttükben a nagy szerepe volt a jégkorszaki eróziónak. A kétszáz zuhatag közül a legnagyobb a  Bird Woman-vízesés, 149 m magas. A hegységek kb. másfél millió évvel ezelőtt alakultak ki, anyaguk üledékes kőzet. A park legmagasabb hegycsúcsa, a Cleveland-csúcs 3190 m.
Nyugatról keletre haladva a csapadék csökken, így a növényzet is változatos képet mutat. A nyugati esőerdőket felváltja a kontinentális erdő, amely hegyi juharból, óriás tujákból, Hemlock-fenyőkből áll, és a keleti végeken a préri terül el. S más a növényzete a völgyeknek és a magasan fekvő alpesi tundráknak is. Vadvirágai között megtaláljuk az erdei derécét, a gleccserliliomot és különböző tátogatókat. Állatvilága is hasonlóan változatos: amerikai bölények, karibuk, grizzlyk és kanadai hiúzok mellett él itt havasi kecske, amely a park hivatalos szimbóluma, kanadai vadjuh, prérifarkas is. 260 madárfaja közül említésre méltó a szirti sas, a fehérfejű rétisas, a királygém, a kis hattyú és a kanadai lúd. 2001-ben a tűzvész után a park néhány útját lezárták, hogy utat biztosítsanak a hegyi varangyok ezreinek, amelyek új területre vándoroltak. A legpusztítóbb tűzvész 2003-ban tört ki, amikor a nemzeti park területének 10%-a égett meg.
A Glacier Nemzeti Park és a vele szomszédos kanadai Waterton-tavak Nemzeti park területét összevonva alakították ki a Waterton Glacier Nemzetközi Békeparkot 1932-ben, és közös területük 1995-ben felkerült az UNESCO világörökség listájára.

## A globális felmelegedés hatása
A jégkorszakban a gleccserek munkája által keletkeztek a jellegzetes U alakú völgyek, amelyek nagyon jellemzőek a parkra. A globális felmelegedés következményeként a gleccserek látványosan és rendkívüli gyorsasággal olvadnak, 1850 és 1979 között területük 73%-kal csökkent. A park megalapításának idején a Jackson-gleccser még a Blackfoot-gleccser része volt, de az olvadás miatt már 1939-ben kettéváltak.
2007-re csupán 27 gleccser maradt abból a 150-ből, amit 1900 táján jegyeztek fel. 2007-re a gleccserek 90%-a elolvadt, derül ki Dan Fagre (az Egyesült Államok Geológiai Szolgálatának munkatársa) tanulmányából.

## Külső hivatkozások
- A park hivatalos honlapja
- A Glacier Nemzeti Park és a globális felmelegedés